# 時の扉 (WANDSの曲)
「時の扉」（ときのとびら）は、WANDSの4枚目のシングル。

## 概要
新たに木村真也を迎えて、第2期WANDSとしての初めての曲であり、2ndアルバム『時の扉』からの先行シングル。
この曲で、テレビ朝日系『ミュージックステーション』に出演。その時いずれの出演時にも上下黒っぽい衣装を着ていたため視聴者から「いつも黒い服を着ているが、他の色の服は着ないの?」という質問の便りが寄せられた。第2期WANDSにとってこれが最後の『ミュージックステーション』出演となった。
当初は2曲目にNTTドコモの「ポケットベル」CMソングの「このまま君だけを奪い去りたい」を収録して両A面シングルとして発売する予定であったが、タイアップ先からNGが入ったため2曲目が変更されてMANISHに提供した「声にならないほどに愛しい」のセルフカバー曲が収録され、両A面シングルではなくなった（なお、「このまま君だけを奪い去りたい」は急遽別のボーカルに歌わせることになって様々なボーカルに歌わせていた中で、池森秀一が試しにこの曲を歌った結果がDEEN結成のきっかけとなり、そのまま1993年3月に発売されたDEENのデビューシングルとなった。WANDSの曲としては1993年4月に発売されたアルバム「時の扉」にセルフカバー曲として収録された）。

## シングルジャケット
このシングルから上杉昇の苗字のアルファベット表記が「Uesugi」から「Wesugi」に変更された。
ジャケット左下の「ネオ・ドラマ」ロゴは、斜めに傾いた明朝体と手書き風の2種類が存在し、明朝体の方が古いプレス盤。1994年の再発盤ではロゴとタイアップ表記が削除されている。

## プロモーションビデオ
プロモーションビデオは2期メンバーで制作された「もっと強く抱きしめたなら」のプロモーションビデオのメイキング映像を使用したものと、『BEST OF WANDS VIDEO HISTORY』に収録されたレコーディングスタジオで作業中の3人の様子を捉えたものの2つが存在する。どちらもフルサイズではない。

## 記録
前作「世界中の誰よりきっと」、前々作「もっと強く抱きしめたなら」に続いてミリオンヒットを記録した。

## 収録曲
| 全作詞: 上杉昇、全編曲: 明石昌夫。 |                                  |           |          |      |
| #                                  | タイトル                         | 作詞      | 作曲     | 時間 |
| 1.                                 | 「時の扉」                       | 上杉昇    | 大島康佑 | 4:08 |
| 2.                                 | 「声にならないほどに愛しい」     | 上杉昇    | 織田哲郎 | 4:18 |
| 3.                                 | 「時の扉」(オリジナル・カラオケ) | 上杉昇    |          | 4:07 |
| 合計時間:                          | 合計時間:                        | 合計時間: | 12:33    |      |

## 楽曲解説
1. 時の扉
  - テレビ朝日系『ネオドラマ』主題歌。
  - もともとは2ndシングルの候補曲で、その後別の歌手に歌うことが決まりかけていたが、上杉が「この曲をWANDSでやりたい」と言って、WANDSが歌うことになった。発表にあたり手直しが行われている。
  - この曲の歌詞について『突然バラエティー速報!!COUNT DOWN100』（TBS系）で質問された際に上杉は、「自分が落ち込んだりした時に、自分自身を元気づけるような曲が欲しかった」ため、このような内容の歌詞を書いたとの旨を回答している。
  - 2020年に発売されたWANDSとして16枚目のシングルである「真っ赤なLip」の通常盤のカップリングに、第5期メンバーでリメイクした「時の扉 ～WANDS 第5期 ver.～」が収録された[2]。
2. 声にならないほどに愛しい
上杉が詞を提供をしたMANISHの同名曲のセルフカバー。3rdアルバム『Little Bit…』には間奏部分が異なるアルバムバージョンが収録されている。また、MANISHのものとは歌詞の内容が一部異なる。

## 収録アルバム
- 時の扉 (#1)
- Little Bit… (#2　アルバム・バージョン)
- SINGLES COLLECTION+6 (#1、アウトロがフェードアウトしない)
- WANDS BEST 〜HISTORICAL BEST ALBUM〜 (#1、リミックス・バージョン)
- BEST OF WANDS HISTORY (#1)
- complete of WANDS at the BEING studio (#1,2)
- BEST OF BEST 1000 WANDS (#1)
- WANDS BEST HITS (#1,2)
- COUNTDOWN BEING (#1)
- FUN Greatest Hits of 90's (#1)
- MILLION 〜BEST OF 90's J-POP〜 BLUE (#1)

## 参加ミュージシャン
- 川島だりあ：コーラス（#1）
- 大黒摩季：コーラス（#2）

## カバー
| 曲名   | アーティスト          | 収録作品   | 発売日         | 備考                                           |
| ------ | --------------------- | ---------- | -------------- | ---------------------------------------------- |
| 時の扉 | class with Battle Cry | 『1993』   | 2013年8月21日  | 柴崎浩がギターでゲスト参加している。           |
| 時の扉 | Ash                   | 『spider』 | 2013年10月11日 | 中村誠治郎と根本正勝によるユニットのアルバム。 |